# باب‌اسفنجی شلوارمکعبی: لرزش کیهانی
باب‌اسفنجی شلوارمکعبی: لرزش کیهانی یک بازی پلتفرمر محصول سال ۲۰۲۳ است که توسط پرپل لامپ توسعه یافته و توسط تی‌اچ‌کیو نوردیک منتشر شده است. این بازی بر اساس سریال انیمیشنی باب اسفنجی شلوار مکعبی از نیکلودئون ساخته شده است. بازیکن، باب‌اسفنجی را کنترل می‌کند که به همراه پاتریک، در چندین واقعیت موازی به نام «دنیاهای آرزو» سفر می‌کنند تا دوستان خود و شهر بیکینی باتم را نجات دهند و در عین حال برای مادام کاساندرا، پیشگوی پری دریایی، ژله کیهانی جمع‌آوری کنند. این بازی در ۳۱ ژانویه ۲۰۲۳ برای نینتندو سوییچ، پلی‌استیشن ۴، ویندوز و ایکس‌باکس وان منتشر شد.
بازی لرزش کیهانی پس از موفقیت عنوان قبلی یعنی باب‌اسفنجی شلوارمکعبی: نبرد برای بیکینی باتم – دوباره هیدراته شد (۲۰۲۰)، توسط نیکلودئون و تی‌اچ‌کیو نوردیک چراغ سبز دریافت کرد و به عنوان جانشین معنوی بازی اصلی سال ۲۰۰۳ در نظر گرفته شد. این بازی با نظرات متفاوتی از سوی منتقدان مواجه شد که وفاداری به منبع اصلی را ستودند، اما از عدم نوآوری آن انتقاد کردند. دنباله آن، باب‌اسفنجی شلوارمکعبی: تایتان‌های جزر و مد، قرار است در سال ۲۰۲۵ منتشر شود.

## گیم‌پلی
لرزش کیهانی یک بازی پلتفرمر سه بعدی است. در نقش باب اسفنجی، بازیکن با کمک پاتریک که به یک بادکنک تبدیل شده است، در چندین دنیای با تم‌های مشخص، که در بازی به عنوان " دنیاهای آرزو " شناخته می‌شوند، حرکت می‌کند. در طول بازی، باب اسفنجی انواع توانایی‌های مبارزه و پیمایش، از جمله: حمله چرخشی، سر خوردن، لگد کاراته و چرخش قلاب ماهی را یادمی‌گیرد. بازیکنان در طول بازی انواع مختلفی از اقلام قابل جمع‌آوری را به دست می‌آورند، مانند: ژله کیهانی، دوبلورهای طلایی، لباس زیر طلایی، کفگیرهای طلایی، نقطه حیوان خانگی پلانکتون و اقلام قابل جمع‌آوری مخصوص هر مرحله برای ماموریت‌های جانبی. هیچ‌یک از اقلام قابل جمع‌آوری برای پیشرفت در داستان خطی بازی لازم نیست، زیرا ژله کیهانی و دوبلورهای طلایی فقط برای باز کردن قفل لباس‌ها استفاده می‌شوند.

## طرح
در طول بازدید از شهربازی «دنیای دستکش»، باب‌اسفنجی و پاتریک با مادام کاساندرا، یک پیشگوی پری دریایی، روبرو می‌شوند که یک بطری «صابون حباب جادویی» به آنها می‌فروشد که می‌تواند رویاهایشان را به واقعیت تبدیل کند. باب اسفنجی پس از خرید صابون و بازگشت به خانه، حباب‌هایی را فوت می‌کند تا رویاهای دوستانش را به واقعیت تبدیل کند. سپس پاتریک برچسب بطری را می‌خواند و متوجه می‌شود که این در واقع یک بطری اشک پری دریایی است و متعلق به پادشاه نپتون است و نباید توسط موجودات فانی استفاده شود. حباب‌های باب اسفنجی سپس باعث هرج و مرج می‌شوند، زیرا یک پورتال باز می‌کند و ساختمان‌ها و دوستانش را به چندین «دنیای آرزوها» می‌مکد، در حالی که بیکینی باتم را با ماده‌ای به نام ژله کیهانی، که بلوک‌های سازنده واقعیت است، می‌پوشاند.
باب اسفنجی و پاتریک که به یک بادکنک تبدیل شده است، با کمک مادام کاساندرا، از هفت دنیای آرزوها عبور می‌کنند تا دوستان خود و بیکینی باتم را نجات دهند. کاساندرا در ازای دریافت ژله کیهانی، به باب اسفنجی برای هر دنیای مربوطه یک لباس کیهانی می‌دهد، به همراه یک عصای حباب جادویی تا دوستان و ساختمان‌هایش را به بیکینی باتم برگرداند. باب اسفنجی و پاتریک از این موضوع بی‌خبرند، اما مادام کاساندرا نیات شوم خود را دارد. مکان‌های موجود در بازی عبارتند از: بیکینی باتم، مزارع عروس دریایی غرب وحشی، کاراته در مرکز شهر بیکینی باتم، مرداب دزدان دریایی گو، هالووین راک باتم، جنگل اشنه دریایی ماقبل تاریخ، مزارع گوگرد قرون وسطی و دنیای دستکش ژله‌ای.
پس از نجات دوستانش و دادن ژله کاساندرا از تمام جهان‌های آرزوها، پادشاه نپتون مداخله می‌کند و باب اسفنجی را به خاطر کمک ناآگاهانه به کاساندرا در نقشه‌هایش سرزنش می‌کند و توضیح می‌دهد که او صابون حبابی را از او دزدیده است و تا زمانی که باب اسفنجی به او کمک نکرده بود، هیچ خطر واقعی ایجاد نکرده بود. سپس کاساندرا نپتون را به دام می‌اندازد و نقشه خود برای تصرف اقیانوس را اعلام می‌کند. اختاپوس حرف او را قطع می‌کند و با عصبانیت به خاطر هر اتفاقی که برای باب اسفنجی افتاده است، سر او فریاد می‌زند. کاساندرا از ژله کیهانی برای تبدیل اسکوئیدوارد به یک هیولای ژله‌ای به نام جلی اسکوئیدوارد استفاده می‌کند و از او برای نابودی باب اسفنجی و پاتریک استفاده می‌کند. پس از شکست دادن کاساندرا و جلی اسکوئیدوارد، کاساندرا از طریق یک پورتال تبعید می‌شود، اسکوئیدوارد و پاتریک به حالت عادی برمی‌گردند و پادشاه نپتون آزاد می‌شود. شاه نپتون به پاس قدردانی از نجات همه، یک آرزو به باب اسفنجی می‌دهد، اما پاتریک با وجود اعتراضات دیگران آرزو می‌کند که «همه چیز را از نو انجام دهد» و بیکینی باتم را به حالت آشفته‌اش بازگرداند.

## توسعه
بازی لرزش کیهانی توسط تی‌اچ‌کیو نوردیک توسعه داده شده است، که پیش از این بازی باب‌اسفنجی شلوارمکعبی: نبرد برای بیکینی باتم – دوباره هیدراته شد (۲۰۲۰) را توسعه داده بود. این بازی به عنوان دنباله‌ای معنوی برای بازی اصلی باب‌اسفنجی شلوارمکعبی: نبرد برای بیکینی باتم (۲۰۰۳) در نظر گرفته شده بود و پس از موفقیت تجاری دوباره هیدراته شد، توسط نیکلودئون و تی‌اچ‌کیو نوردیک چراغ سبز دریافت کرد. در حالی که نبرد برای بیکینی باتم دارای سه شخصیت قابل بازی، باب‌اسفنجی، پاتریک و سندی است که هر کدام یک یا چند توانایی ویژه دارند، پرپل لامپ تصمیم گرفت باب اسفنجی را تنها شخصیت قابل بازی در لرزش کیهانی قرار دهد و توانایی‌های جدید زیادی به او بدهد. توسعه‌دهندگان بر داستان‌محورتر و سریع‌تر کردن بازی نسبت به نسخه قبلی خود تمرکز کردند و همچنین بازیکنان را وادار کردند که چالش‌ها و ماموریت‌ها را بیشتر از قبل مرور کنند. لباس‌های قابل باز شدن به عنوان تمرکز اصلی بازی در نظر گرفته شدند. این بازی دارای صداپیشگی بازیگران اصلی سریال است و پرپل لامپ همچنین با نویسندگان این سریال همکاری نزدیکی دارد.

## انتشار
تی‌اچ‌کیو نوردیک اولین بار این بازی را در سپتامبر ۲۰۲۱، به عنوان بخشی از نمایش دهمین سالگرد خود، معرفی کرد. در پایان نمایش بازی تی‌اچ‌کیو نوردیک در اوت ۲۰۲۲، تریلر جدیدی با گیم‌پلی رونمایی شد یک دموی قابل بازی از بازی در گیمزکام ۲۰۲۲ ارائه شد. بعداً در ماه سپتامبر، طی یک نمایش نینتندو دایرکت، مشخص شد که این بازی در سال ۲۰۲۳ منتشر خواهد شد.
بازی لرزش کیهانی در تاریخ ۳۱ ژانویهٔ ۲۰۲۳ برای نینتندو سوییچ، پلی‌استیشن ۴، ویندوز و ایکس‌باکس وان منتشر شد. یک نسخه فیزیکی محدود، "نسخه بی‌اف‌اف"، برای همه پلتفرم‌ها منتشر شد و شامل یک مجسمه باب اسفنجی، یک پاتریک بادی، یک طلسم با گردنبند، توپ‌های مینیاتوری جهنده، زیربشقابی، بسته الحاقی "کاستوم پک" و یک جعبه ویژه است. در سپتامبر ۲۰۲۳، تی‌اچ‌کیو نوردیک اعلام کرد که این بازی برای پلی‌استیشن ۵ و ایکس‌باکس سری اکس/اس در ۱۶ اکتبر ۲۰۲۳ منتشر خواهد شد، اما انتشار آن به ۲۳ اکتبر موکول شد. نسخه‌های موبایل برای آی‌اواس و اندروید در ماه نوامبر اعلام شدند و قرار است در ۱۲ دسامبر ۲۰۲۳ منتشر شوند.

## پذیرش
طبق وب‌سایت متاکریتیک، نقدهای منتقدان در مورد فیلم باب اسفنجی شلوار مکعبی: لرزش کیهانی «مختلط یا متوسط» بوده است.
وب‌سایت دستراکتید تنوع بازی را ستود و نوشت: «هر جهان، حس و حال و ارائه‌ای منحصر به فرد را به همراه دارد، از دنبال کردن لوازم آرایشی در مزارع گوگرد قرون وسطایی گرفته تا برپایی نمایش نور در هالووین راک باتم».

### فروش
طبق گزارش گیم‌سنسور، بیش از ۶۰٬۰۰۰ بازیکن، حتی یک ماه قبل از انتشار بازی لرزش کیهانی، آن را به لیست علاقه‌مندی‌های حساب‌های استیم خود اضافه کردند. این بازی در ماه اول انتشار در استیم تقریباً ۵۰٬۰۰۰ نسخه فروخت. این بازی به رتبه دهم جدول فروش در بریتانیا رسید.

در مهٔ ۲۰۲۳، گروه امبریسر (مالک تی‌اچ‌کیو نوردیک)، اظهار داشت که فروش اولیه بازی کمتر از انتظارات بوده است، اما آنها انتظار دارند که «درآمد زیادی داشته باشد».

## آینده
در اکتبر ۲۰۲۴، شرکت تی‌اچ‌کیو نوردیک یک ویدیوی هالووینی برای تبلیغ بازی‌های لرزش کیهانی و باب‌اسفنجی شلوارمکعبی: نبرد برای بیکینی باتم – دوباره هیدراته شد منتشر کرد که در انتهای ویدیو، اشاره‌ای به دنباله این بازی در سال ۲۰۲۵ شده بود که ظاهراً حضور باب اسفنجی و پاتریک قابل بازی را در حالی که یکی از آنها در حالت روح مانند است، تأیید می‌کرد. در اوت ۲۰۲۵، مشخص شد که این دنبالهٔ باب‌اسفنجی شلوارمکعبی: تایتان‌های جزر و مد خواهد بود.